# 越川詩織
越川 詩織（こしかわ しおり、1987年11月24日 - ）は、日本の舞台女優、声優。劇団D.K HOLLYWOOD11期生。

## 人物
父は劇団の座長でもある越川大介、母は女優、声優の島本須美。デビュー作でもある『それいけ!アンパンマン』では、レギュラーで出演している母の島本と親子共演している。

## 出演作品

### テレビアニメ
- それいけ!アンパンマン（2012年 - 2024年、ネコ美、まいたけちゃん〈4代目〉、ペンギンぼうや〈5代目〉、クロワッサン姫〈6代目〉[3]、カスタネットくん〈2代目〉、シャボンダマン〈5代目〉、カステラ姫〈4代目〉、ほたる姫 〈7代目〉[4]、しおりちゃん〈2代目〉）
- 蟲師 続章（2014年、ゆら）

### 舞台
劇団D.K HOLLYWOOD
- 『ヤバイことしましょ!』 [5]